# 鳥取県道291号鳥取国府線
鳥取県道291号鳥取国府線（とっとりけんどう291ごう とっとりこくふせん）は、鳥取県鳥取市を通る一般県道である。

## 概要
鳥取市末広温泉町から鳥取市国府町分上1丁目に至る。

### 路線データ
- 起点：鳥取県鳥取市末広温泉町（若桜街道交差点、国道53号交点、鳥取県道25号鳥取停車場線終点）
- 終点：鳥取県鳥取市国府町分上1丁目（奥谷入口交差点、鳥取県道31号鳥取国府岩美線交点）
- 総延長：3.6 km

## 歴史
- 1993年（平成5年）5月11日 - 建設省から、県道秋里宮下線の一部を秋里吉方線として主要地方道に指定される[1]。
- 1994年（平成6年）3月15日 - 鳥取県告示第225号により認定[2]。

前身は鳥取県道187号福部鳥取線、鳥取県道291号秋里宮ノ下線（鳥取県告示第226号により廃止）。鳥取県道187号福部鳥取線のうち鳥取市末広温泉町・若桜街道交差点 - 鳥取市吉方町2丁目・吉方町2丁目交差点間、鳥取県道187号福部鳥取線バイパスの鳥取市今町2丁目・今町2丁目交差点 - 鳥取市吉方温泉4丁目・吉方温泉4丁目交差点間、鳥取県道291号秋里宮ノ下線のうち鳥取市南吉方3丁目・産業道路交差点 - 岩美郡国府町分上1丁目・奥谷入口交差点間が本路線になった。鳥取県道187号福部鳥取線の残部は鳥取県道43号鳥取福部線、鳥取県道291号秋里宮ノ下線の残部は鳥取県道26号秋里吉方線になった。
- 2001年（平成13年）3月31日 - 鳥取県告示第236号により、以下の経路変更を実施[3]。

鳥取県道31号鳥取国府岩美線の鳥取市吉方町2丁目・吉方町2丁目交差点 - 岩美郡国府町分上1丁目・奥谷入口交差点間を当路線に変更。当路線の鳥取市今町2丁目・今町2丁目交差点 - 鳥取市吉方温泉4丁目・吉方温泉4丁目交差点間を鳥取県道43号鳥取福部線に、鳥取市吉方町2丁目・吉方町2丁目交差点 - 鳥取市吉方温泉4丁目・吉方温泉4丁目交差点 - 鳥取市南吉方3丁目・産業道路交差点間（国道29号との重用区間）を鳥取県道323号若葉台東町線（同日付鳥取県告示第234号により認定）の単独区間に、鳥取市南吉方3丁目・産業道路交差点 - 岩美郡国府町分上1丁目・奥谷入口交差点間を鳥取県道31号鳥取国府岩美線にそれぞれ変更。ただし、この時点では、鳥取市東品治町・鳥取駅バスターミナル構内の道路部分（建物東端以西）については変更されなかったため、直接接続しない別線として残った。
- 2014年（平成26年）3月31日 - 鳥取県告示第233・234号により、別線の鳥取市東品治町・鳥取駅バスターミナル構内の道路部分（建物東端以西）を鳥取県道43号鳥取福部線に変更[4][5]。
- 2016年（平成28年）3月31日 - 鳥取県告示第220号により、鳥取市立川町5丁目・立川大橋南詰交差点 - 同・立川町五丁目交差点間（鳥取県道43号鳥取福部線旧道との重用区間）を当路線の単独区間に変更[6]。

## 路線状況

### 道路施設

#### 橋梁
- 扇橋（鳥取市）
- 久松橋（袋川、鳥取市）
- 立川大橋（天神川、鳥取市）

## 地理

### 通過する自治体
- 鳥取県
  - 鳥取市

### 交差する道路
| 交差する道路                                                                        | 交差する場所    | 交差する場所          |
| ----------------------------------------------------------------------------------- | --------------- | --------------------- |
| 国道53号 国道373号 重複 鳥取県道25号鳥取停車場線 鳥取県道192号西町鳥取停車場線 重複 | 末広温泉町      | 若桜街道交差点 / 起点 |
| 鳥取県道323号若葉台東町線                                                           | 吉方町2丁目     | 吉方町2丁目交差点     |
| 鳥取県道43号鳥取福部線                                                              | 立川町5丁目     | 立川町五丁目交差点    |
| 鳥取県道247号卯垣正蓮寺線                                                           | 国府町分上4丁目 | 岩倉交差点            |
| 鳥取県道31号鳥取国府岩美線                                                          | 国府町分上1丁目 | 奥谷入口交差点 / 終点 |

### 交差する鉄道
- 山陰本線

### 沿線
- 鳥取温泉
- 鳥取市立東中学校
- 鳥取市立岩倉小学校